# Noir enigma
Noir enigma est un téléfilm policier français réalisé par Manuel Boursinhac et Gianguido Spinelli diffusé sur France 2 le 20 octobre 2017, adaptation du polar de Gilda Piersanti paru en 2010 sous le titre Roma enigma.
C'est le quatrième et dernier téléfilm de la collection de polars Les Saisons meurtrières, dont les volets précédents étaient Hiver rouge, réalisé par Xavier Durringer en 2011 ; Bleu catacombes, réalisé par Charlotte Brandström en 2014 ; et Jaune iris, réalisé par Didier Bivel en 2015.

## Synopsis
Devant une pâtisserie parisienne, une jeune étudiante s'effondre, tuée par balle. Pas d'arme du crime, aucun suspect, rien dans le passé de la victime qui permette de suivre la moindre piste. Un meurtre parfait sans mobile. Une nouvelle enquête du commissaire Rousseau et de la  commandante Mariella De Luca.

## Fiche technique[2]
- Réalisation : Manuel Boursinhac et Gianguido Spinelli
- Scénario : Gianguido Spinelli et Gilda Piersanti, d'après le roman Roma enigma de Gilda Piersanti
- Musique : Stéphane Moucha
- Diffusion :
  -  France : 20 octobre 2017 sur France 2

## Distribution[2]
- Patrick Chesnais : le commissaire Jean Rousseau
- Camille Panonacle : Mariella De Luca
- Manon Bresch : Charlotte Castillon
- Andréa Ferréol : Albina Destouches
- Rufus : Roger Baudouin
- Jean-Michel Fête : Alexandre de Montalembert
- Jean Vocat : Jérôme Laurain
- Antoine Berry-Roger : Gabriel Destouches
- Nicolas Abraham : Franck Zegrani
- Hassam Ghancy : Wassim Terrab
- Michel Bompoil : le substitut du procureur
- Michèle Loubet : Jeanne Destouches
- Frédéric Siuen : François Nguyen
- Marie Courandière : la boulangère
- Cécile Camp : professeur Midant

## Accueil critique
Moustique parle d'un « thriller de très bon calibre dans lequel Patrick Chesnais brille une fois de plus dans son rôle de commissaire efficace mais torturé ».